# 1990 QJ5
1990 QJ5 är en asteroid i huvudbältet som upptäcktes den 25 augusti 1990 av den amerikanske astronomen Henry E. Holt vid Palomarobservatoriet.
Asteroiden har en diameter på ungefär 3 kilometer och den tillhör asteroidgruppen Nysa.